# Hobart Henley
Hobart Henley (23 de noviembre de 1887 – 22 de mayo de 1964) fue un actor, director y guionista cinematográfico de nacionalidad estadounidense, el cual trabajó a lo largo de su carrera entre 1914 y 1934, en más de 60 producciones.

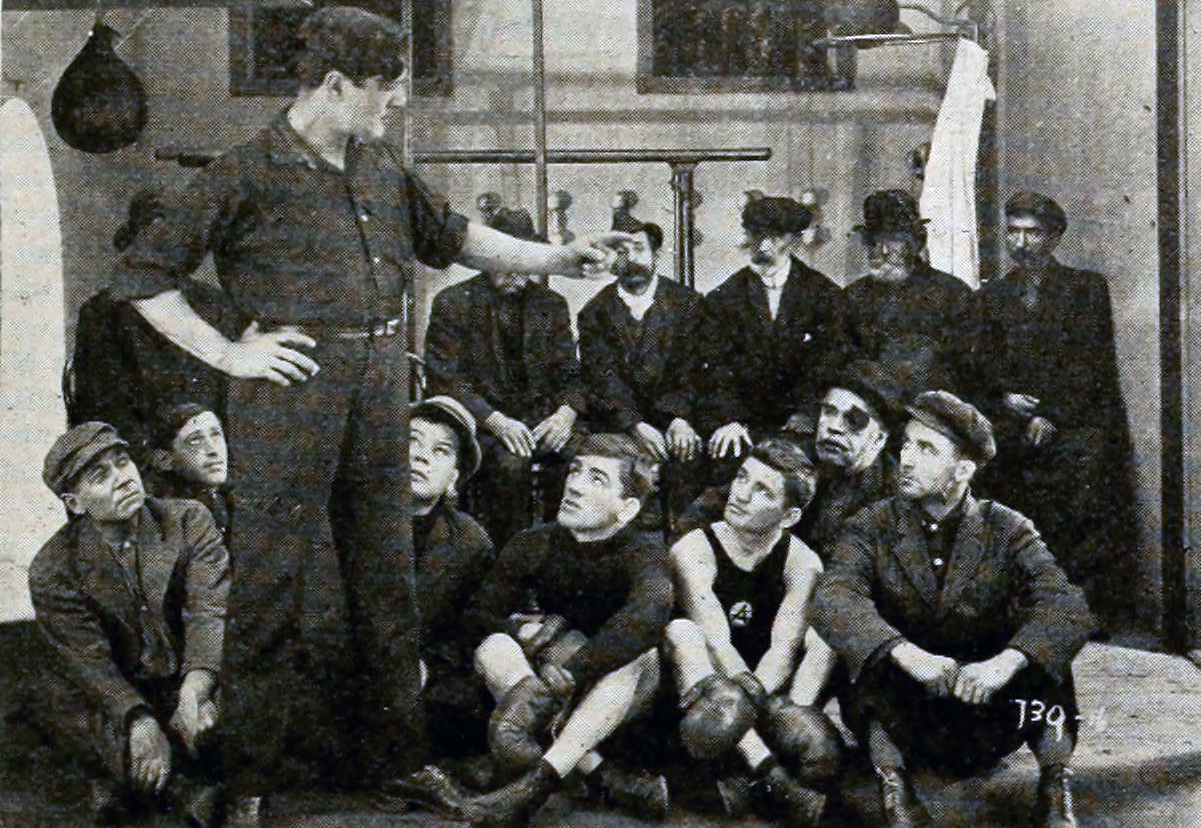
Temptation and the Man (1916)

## Biografía
Su verdadero nombre era Hess Manassah Henle, y nació en Louisville, Kentucky, siendo sus padres Samuel Henle, un inmigrante alemán, y Clementine Hess. 
En marzo de 1914 empezó a trabajar para Independent Moving Pictures como actor y director: actuó en The Opal Ring, de Frank Hall Crane, y dirigió su primer film, Forgetting. Su última película, dirigida por él en 1934, fue Unknown Blonde, bajo producción de Majestic Pictures.
Entre los filmes dirigidos por Henley destaca Mala hermana (1931), con Humphrey Bogart. Destacó por iniciar las carreras cinematográficas de Bette Davis y Will Rogers. En sus inicios trabajaba con su propio estudio, pero posteriormente rodó para Metro-Goldwyn-Mayer, Warner Brothers, y Paramount Pictures. Fue director de estrellas de la talla de Claudette Colbert, Joan Crawford, Norma Shearer, y Maurice Chevalier. 
Hobart Henley falleció en Beverly Hills, California, en 1964, a los 76 años de edad. Sus restos fueron incinerados y depositados en el Crematorio Chapel of the Pines, en Los Ángeles, California. Había estado casado con la actriz Corinne Barker (1890 – 1928), de la que se divorció, y con Dorothy March.  De este segundo matrimonio nacieron dos hijos, David y Hobart March Henley.

## Filmografía completa[1]

### Director
| - Forgetting (1914) - Where There's a Will There's a Way (1914) - Agnes Kempler's Sacrifice (1915) - Jungle Gentleman (1916) - Partners (1916) - Somewhere on the Battle Field (1916) - A Child of Mystery (1916) - The Double Room Mystery (1917) - June Madness (1917) - Tit for Tat (1917) - A Woman of Clay (1917) - Parentage (1917) - Mrs. Slacker (1918) - The Face in the Dark (1918) - All Woman (1918) - The Glorious Adventure (1918) - Money Mad (1918) - Too Fat to Fight (1918) - The Woman on the Index (1919) - One Week of Life (1919) - The Peace of Roaring River, codirigida con Victor Schertzinger (1919) - A Gay Old Dog (1919) - The Miracle of Money (1920) - The Sin That Was His (1920) - Society Snobs (1921) - Cheated Hearts (1921) - Stardust (1922) - The Scrapper (1922) | - Her Night of Nights (1922) - The Flirt (1922) - The Flame of Life (1923) - Abysmal Brute (1923) - A Lady of Quality (1924) - Sinners in Silk (1924) - The Turmoil (1924) - So This Is Marriage? (1924) - The Denial (1925) - A Slave of Fashion (1925) - Exchange of Wives (1925) - His Secretary (1925) - The Auction Block (1926) - Tillie the Toiler (1927) - Wickedness Preferred (1928) - A Certain Young Man, codirigida con Edmund Goulding (1928) - His Tiger Wife (1928) - The Lady Lies (1929) - Roadhouse Nights (1930) - The Big Pond (1930) - La grande mare (1930) - Mothers Cry (1930) - Free Love (1930) - Captain Applejack (1931) - Mala hermana (1931) - Expensive Women (1931) - Night World (1932) - Unknown Blonde (1934) |

### Actor
| - The Opal Ring, de Frank Hall Crane (1914) - The Silver Loving Cup, de Frank Hall Crane (1914) - Forgetting, de Hobart Henley (1914) - Where There's a Will There's a Way, de Hobart Henley (1914) - Miss Nobody from Nowhere, de Ray C. Smallwood (1914) - Temper vs. Temper, de Ray C. Smallwood (1914) - On the Chess Board of Fate, de Hanson Durham (1914) - His Last Chance, de Frank Hall Crane (1914) - The Man Who Lost, But Won (1914) - When the Heart Calls, de Herbert Brenon (1914) - Redemption, de Herbert Brenon (1914) - The Tenth Commandment, de Herbert Brenon (1914) - The Old Bell-Ringer, de Murdock MacQuarrie (1914) - In Self Defense, de Herbert Brenon (1914) - Peg o' the Wilds, de Herbert Brenon (1914) - She Was His Mother, de Herbert Brenon (1915) - The House of Fear, de Stuart Paton (1915) - The Son of His Father (1915) - A Photoplay Without a Name, or: A $50.00 Reward, de Stuart Paton (1915) - The Black Pearl, de Stuart Paton (1915) - The Bombay Buddha, de Stuart Paton (1915) - Matty's Decision, de Stuart Paton (1915) - Courtmartialed, de Stuart Paton (1915) - The Pursuit Eternal, de Stuart Paton (1915) - The White Terror, de Stuart Paton (1915) - Jane's Declaration of Independence, de Charles Giblyn (1915) - The Flight of a Night Bird, de Charles Giblyn (1915) - A Substitute Widow, de Stuart Paton (1915) | - Extravagance, de Charles Giblyn (1915) - The Eagle, de Leon De La Mothe (1915) - A Little Brother of the Rich, de Otis Turner (1915) - Agnes Kempler's Sacrifice, de Hobart Henley (1915) - The Tenor, de Leon De La Mothe (1915) - The Deficit, de Leon De La Mothe (1915) - The Man in the Chair, de Leon De La Mothe (1915) - The Measure of Leon Du Bray, de Henry Otto (1915) - The Phantom Fortune, de Henry Otto (1915) - Graft, de George Lessey y Richard Stanton - Jungle Gentleman, de Hobart Henley (1916) - The Devil's Image, de Henry Otto (1916) - The Rogue with a Heart, de Robert F. Hill (1916) - A Dead Yesterday, de Charles Giblyn (1916) - The Crystal's Warning, de Robert F. Hill (1916) - Temptation and the Man, de Robert F. Hill (1916) - Partners, de Hobart Henley (1916) - A Knight of the Night, de Robert F. Hill (1916) - The Evil Women Do, de Rupert Julian (1916) - Somewhere on the Battle Field, de Hobart Henley (1916) - The Sign of the Poppy, de Charles Swickard (1916) - A Child of Mystery, de Hobart Henley (1916) - A Woman of Clay, de Hobart Henley (1917) - The Case of Doctor Standing, de Charles Weston (1917) - Parentage, de Herbert Henley (1917) - Stake Uncle Sam to Play Your Hand (1918) - The Thrill Chaser, de Edward Sedgwick (1923) |

### Productor
| - Parentage, de Hobart Henley (1917) - A Gay Old Dog, de Hobart Henley (1919) | - A Certain Young Man, de Hobart Henley y Edmund Goulding (1928) - Free Love, de Hobart Henley (1930) |

### Guionista
| - The Tenor, de Leon De La Mothe (1915) - The Man in the Chair, de Leon De La Mothe (1915) | - Somewhere on the Battle Field, de Hobart Henley (1916) - Parentage, de Hobart Henley (1917) |